# Aérospatiale Alouette II
Aérospatiale Alouette II — французький багатоцільовий вертоліт. Розроблений та випускався підприємством Sud Aviation, пізніше — Aérospatiale, серійний випуск — 1956-1975 рр. Випущено понад 1300 вертольотів. Alouette II став першим у світі серійним вертольотом з газотурбінним двигуном. Використовувався як у збройних силах (як розвідувальний, зв'язковий, тренувальний, протитанковий), так і в цивільній авіації для вирішення завдань загального призначення.

## Розробка і виробництво
Розробка вертольота велася в рамках державного контракту. Компанія SNCASE представила на конкурс прототип X. 310G з газотурбінною силовою установкою — двигуном Turboméca Artouste. Перший політ нової машини, позначеної як SE 3130, був виконаний 12 березня 1955 року; було прийнято рішення про запуск вертольота в серійне виробництво.
Перші виробничі серії будувалися для французьких замовників (військових і цивільних). За ліцензії вертоліт випускався також у Бразилії, Швеції, Індії та США.

## Конструкція
Вертоліт класичної схеми з кермовим гвинтом. Несучий гвинт — трилопатевий. Хвостова балка — фермової конструкції. Силова установка — турбовальний двигун. Шасі полозкове.

## Експлуатація

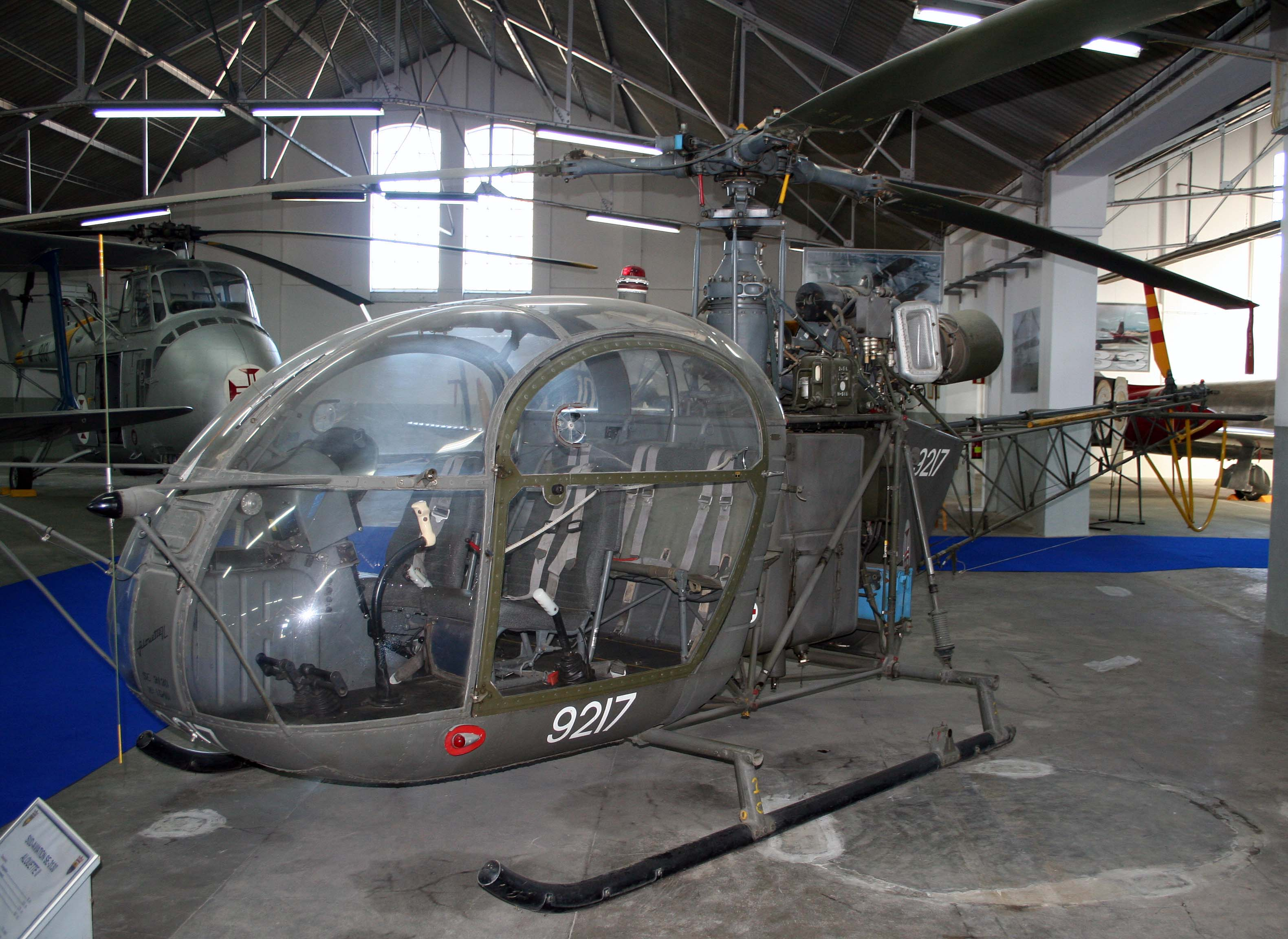
Alouette II ВПС Португалії

Вертоліт експлуатувався у 80 країнах, у 47 з них — військовими відомствами.

## Льотно—технічні характеристики
- Екіпаж: 1
- Пасажиромісткість: 4
- Довжина: 9,66 м
- Діаметр несучого ротора: 10,20 м
- Висота: 2,75 м
- Площа несучого гвинта: 81,7 м²
- Маса порожнього: 895 кг
- Максимальна злітна маса: 1600 кг
- Силова установка: 1 × ГТД Turboméca Artouste IIC6 потужністю 530 к.с., дефорсований до 460 к.с.
- Максимальна швидкість: 185 км/год
- Крейсерська швидкість: 170 км/год
- Дальність: 565 км
- Практичний стеля: 2300 м